# Amalthea Peak
Amalthea Peak är en bergstopp i Antarktis. Den ligger i Västantarktis. Argentina, Chile och Storbritannien gör anspråk på området. Toppen på Amalthea Peak är 616 meter över havet.
Terrängen runt Amalthea Peak är lite bergig, och sluttar österut. Trakten är obefolkad. Det finns inga samhällen i närheten.